# Lasse Wilhelmson
Lasse Wilhelmson,  född den 7 maj 1941, död den 5 augusti 2021, var en svensk forskare och lärare inom pedagogik. Wilhelmson har enligt egen utsago judisk bakgrund på sin mors sida. Åren 1998-2002 satt han i kommunalfullmäktige i Täby kommun på det nu nedlagda Täbypartiets enda mandat.
Wilhelmson har en bakgrund inom Vietnamrörelsen och 68-vänstern. På 2000-talet började han engagera sig i Israel-Palestina-konflikten. I Sveriges Radios program Kaliber har det hävdats att Wilhelmson stöds av "ett nätverk av en grupp från extremhögern, ett antal radikala muslimer och några personer med vänsterbakgrund".
Det är framförallt Wilhelmsons kritik mot sionismen som gjort honom kontroversiell, då många menar att kritiken i själva verket var riktad mot judar generellt. Han har bland annat sagt att den officiella historieskrivningen från mitten av 1800-talet är "tillrättalagd" och utelämnar "judarnas roll". Han har hävdat att judarna "har varit drivande i så gott som alla" av samhällets förändringsprocesser under denna tid, bland annat på grund av sina höga positioner inom "ekonomin och ideologiproduktionen".